# 透彫冠帽
透彫冠帽（すかしぼりかんぼう）、文化財指定名称「金銅透彫冠帽」（こんどうすかしぼりかんぼう）は重要文化財に指定されている東京国立博物館所蔵の冠帽である。

## 特徴
斜めの格子と龍文の透かしがある帽子の左右に翼のような飾板がつき、頂部には細長い鳥翼形の飾りが立っている。左右と頂部の飾板は両面や縁を朝鮮三国時代において使われた全面に円い小さな金銅板、世に言う「歩揺（歩くと金属であるため光り、尚且つ音が鳴る装飾品）」で飾られている。左右の透し板を留める覆輪の内部に綾の断片が遺存していることから本来は冠帽の内側に布を当てていたと思われる。高さ41.8cm、幅21.2cm。金銅製。

## 製作年代および製作地
朝鮮三国時代の新羅・慶尚南道昌寧郡において出土したもので、6世紀前半の物だと思われる。当時の昌寧郡は「比斯伐（ひしばつ）」と呼ばれ強大な首長が君臨していたことから透彫冠帽も近辺の出土品から見る限りこれらの首長の物と思われる。